# Decretală
O decretală (în latină episola decretalis sau litterae decretales) este o scrisoare în care papa de la Roma, ca răspuns la o solicitare, stabilește o normă de disciplină sau o normă de drept canonic. Poate să fie legată de o temă generală sau una specifică. 
Diferă de decretul pontifical, care este luat de papa din proprie inițiativă. În teorie, decretala are caracter obligatoriu numai pentru destinatarul sau destinatarii mesajului, dar, de fapt, decizia luată este valabilă pentru toate cazurile similare.
Primele decretale au apărut la sfârșitul secolului al IV-lea. Împreună cu decrete conciliare, au fost colectate de canoniștii din secolul al V-lea și au contribuit la dezvoltarea dreptului canonic în Evul Mediu. Dintre cele mai celebre colecții, s-ar putea menționa Decretul lui Burchard de Worms, cel al lui Yves de Chartres sau cel al lui Grațian.